# Aleksander I. Bolgarski
Aleksander I. Bolgarski (rojen kot Alexander Joseph von Battenberg), bolgarski knez nemškega rodu, * 5. april 1857, † 23. oktober 1893.
Bil je prvi knez sodobne Bolgarije; vladal je med 29. aprilom 1879 in 7. septembrom 1886. Med letoma 1881 in 1882 je bil predsednik vlade Bolgarije.